# Luminoznost
Luminoznost, snaga zračenja ili sjaj (oznaka L), u astronomiji, je energija koju zrači nebesko tijelo (na primjer zvijezda ili galaktika) u jedinici vremena. Najčešće se mjere vizualni sjaj (snaga zračenja u području vidljive svjetlosti) i bolometrijski sjaj (snaga zračenja svih elektromagnetskih valova ili valova nekih određenih valnih duljina). Mjerna jedinica sjaja jest vat (W), no često se sjaj nebeskih tijela uspoređuje sa sjajem Sunca L⊙ (L⊙ = 3,8 × 1026 W). Primjerice, sjaj Siriusa LS je 25,4 puta veći od sjaja Sunca:
{\displaystyle {\frac {L_{S}}{L_{\odot }}}=25,4}

## U astrofizici
Luminoznost (luminozitet) je količina energije koju izrači tijelo u jedinici vremena. Luminoznošću mjerimo snagu zračenja svemirskoga izvora. Oznaka i jedinice: {\displaystyle L} u jedinicama W.

### Kako izračunati luminozitet zvijezde
Neka zvijezda polumjera {\displaystyle R} ima površinsku temperaturu {\displaystyle T}. Tada je njen luminozitet:
{\displaystyle L=4\cdot \pi \cdot \sigma \cdot R^{2}\cdot T^{4}}
gdje je: {\displaystyle \sigma } - Stefan–Boltzmannova konstanta ili 5,670 400(40) × 10−8 J s−1 m−2 K−4.

## U teoriji raspršenja i akceleratorskoj fizici
Luminozitet je broj čestica koje se raspršuju po jedinici površine i u jedinici vremena. Oznaka i jedinice: {\displaystyle L} u jedinicama m−2  s−1 ili, češće, b−1 s−1. Luminozitet je važno obilježje ubrzivača čestica. Integrirani luminozitet (jedinica m−2 ili b−1) opisuje luminozitet kojeg je ubrzivač isporučio u nekom vremenu i kad se pomnoži s udarnim presjekom nekog konkretnog procesa daje očekivani broj tih procesa za to vrijeme.

## Poveznice
- Bolometar
- Arthur Stanley Eddington
- Eddingtonova granica
- Magnituda (astronomija)
- Stefan-Boltzmannov zakon
- Svjetlosni tok
- Tok zračenja
- Zakočno zračenje